# لجنة كينيا للأفلام
تأسست لجنة كينيا للأفلام  من قبل الحكومة الكينية في عام 2005. بدأت العمل بكامل طاقتها في منتصف عام 2006. تم تشكيل لجنة كينيا للأفلام بهدف تعزيز صناعة السينما الكينية محليًا ودوليًا. تقدم اللجنة لصانعي الأفلام الدوليين الذين يتطلعون إلى التصوير في كينيا معلومات مفصلة عن المواقع، بالإضافة إلى خدمات الاتصال نيابة عن الحكومة، وتقديم المشورة بشأن إعادة القبول، وترخيص الأفلام والهجرة، وتسهيل عملية التصوير.

## بناء
تقع لجنة كينيا للأفلام تحت إشراف وزارة الرياضة والثقافة والفنون. يتم تعيين المجلس من قبل الوزير. أعضاء مجلس الإدارة هم كريس فوت (رئيس مجلس الإدارة) ، وجودي بيسيم ، ونجوكي موهوهو ، وجوليوس لامون ، ومايكل أونيانغو ، وموانيكي ماجريا ، وفيليكس موغابي.

## المهام
تدعم لجنة كينيا للأفلام صناعة السينما الكينية من خلال توفير تسهيلات للعروض والتصوير، فضلاً عن تنظيم ورش عمل تعليمية مختلفة حول الإنتاج لصانعي الأفلام المحليين. تقوم اللجنة أيضًا بإنشاء قاعدة بيانات ستدرج صانعي الأفلام والوكلاء والمواهب المحلية وأصحاب المصلحة ومقدمي الخدمات في صناعة السينما الكينية. لجنة كينيا للأفلام عضو في رابطة لجان الأفلام الدولية.

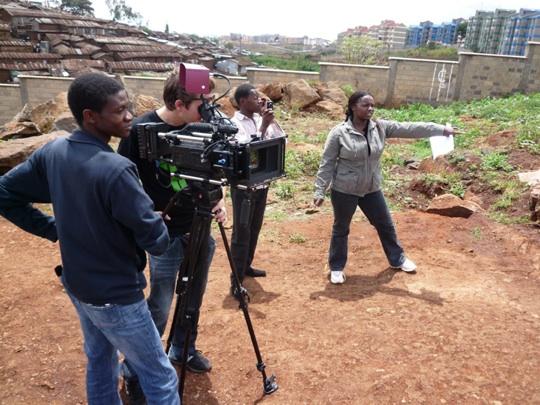
تصوير الفيلم الكيني الروائي "معا العليا" بالتعاون مع متدربي شباب كيبيرا